# Anta Gorda
Pour les articles homonymes, voir Anta (homonymie) et Gorda.
Anta Gorda est une municipalité brésilienne située dans l'État du Rio Grande do Sul.